# ۶ خرداد
۶ خرداد شصت و هشتمین روز سال در گاه‌شماری خورشیدی است. به پایان سال ۲۹۷ روز (۲۹۸ روز در سال کبیسه) باقی‌است.

## رویدادها
- ۱۲۲۹ - آغاز شورش بابیان نی‌ریز
- ۱۳۶۷ - رقابت ۶ خرداد ۱۳۶۷ تیم ملی فوتبال ایران با تیم ملی فوتبال هنگ کنگ در مرحله مقدماتی جام جهانی فوتبال ۱۹۹۸ آسیا
- ۱۳۹۳ - حادثه ۶ خرداد ۱۳۹۳ پرواز آموزشی فروند هواپیمای نهسا
- ۱۴۰۲ - درگیری ۱۴۰۲ ایران و افغانستان

## زادروزها
- ۱۳۴۹ - سعید داخ، بازیگر
- ۱۳۵۹ - مجید واشقانی، بازیگر
- ۱۳۶۶ - بهرام افشاری، بازیگر

## درگذشتگان
- ۱۳۰۵ - عبدالجواد ادیب نیشابوری، شاعر
- ۱۳۲۸ - محمد قزوینی، پژوهشگر تاریخ
- ۱۳۸۹ - محمدرضا اعلامی، کارگردان
- ۱۳۹۰ - سلطانعلی میرزا قاجار، رئیس ایل قاجار
- ۱۳۹۱ - عطا صفوی، از اعضای حزب توده ایران و پزشک
- ۱۳۹۵ - هادی پاکزاد، خواننده
- ۱۳۹۸ - پرویز بهرام، دوبلور

## مناسبت‌ها
- جشن خردادگان